# 미얀마의 교통
미얀마 정부는 교통을 통제하기 위한 2개의 부처가 있다:
1. Ministry of Transport (교통부)
2. Ministry of Rail Transport (철도교통부)

교통은 하천수운이 가장 중요하며 이라와디강이 교통의 대동맥이 되고 있어, 하구에서 1,500km 떨어진 바모까지 기선이 통행하고 있다. 사탕, 살윈 두 강도 교통에 이용되고 있다. 철도교통은 뒤떨어져 있으나 양곤에서 프롬, 만달레이 등지에 철도가 개설되어 있다. 대외무역은 주로 양곤항을 통해서 이루어진다. 항공은 국영 미얀마항공 외에 국제항공의 편이 있다.주요 도시로는 수도 양곤 외에 만달레이, 물메인, 프롬, 미트키나, 바모 등이 있다.

## 항공

### 공항
2010년 7월 기준으로, 미얀마는 69개의 공항이 있다. 그 중 11개만이 3,250미터를 넘는 활주로가 있으며 양곤 국제공항과 만달레이 국제공항만이 대형 제트기를 관리할 수 있는 적절한 시설이 있다.